# Ausstellung Kyōto-Schule des Nihonga 1986
Die Ausstellung Kyōto-Schule des Nihonga 1986 (japanisch 京都の日本画 1910–1930 Kyōto no Nihonga 1910–1930) fand anlässlich der Eröffnung des Neubaus des Nationalmuseums für moderne Kunst vom 26. Oktober bis 7. Dezember 1986 in Kyōto statt.

## Zur Ausstellung

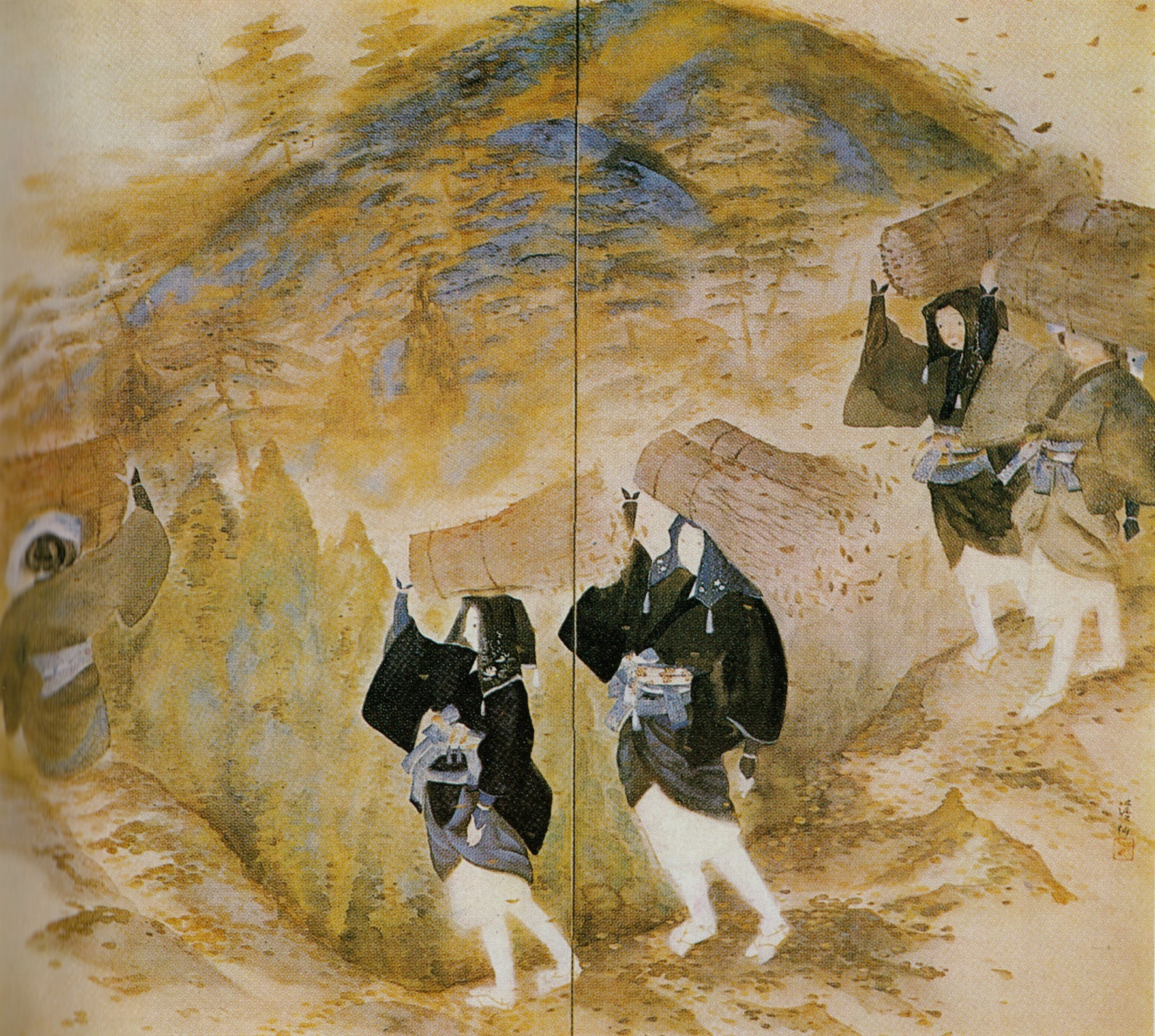
Tomota Keisen:
Herbst in Ohara, 1921

Kyōto war als Sitz des Kaisers vom 9. bis zum 17. Jahrhundert kultureller Mittelpunkt Japans. Nachdem das Shogunat an die Tokugawa Ieyasu gefallen war, richtete dieses sich in Edo ein und zog durch den Erlass der Präsenzpflicht des Schwertadels auch diesen nach Edo. Viele Künstler in Kyōto folgten dem Schwertadel, der ein wichtiger Auftraggeber war. Aber ein nicht unbedeutender Teil der Künstlerschaft blieb im Kansai-Gebiet: immerhin lebte in Kyōto der Kaiser und der Hofadel, zunehmend wurden auch reiche Kaufleute in Osaka zu Auftraggebern.
Zudem hatte sich im Rahmen der Maruyama-Shijō-Schule in Kyōto im 18. Jahrhundert eine westlich-realistische Darstellungsweise innerhalb der japanischen Malerei entwickelt. Das führte zu einer, im Vergleich mit Tōkyō nicht so programmatischen, lockeren Entwicklung des Nihonga-Stils. Gefördert wurde die Entwicklung durch die Gründung der Städtischen Hochschule für Malerei (京都市立絵画専門学校 Kyōto shiritsu kaiga semmon gakkō) im Jahr 1909. Auch die Themen wurden zum Teil durch die Basis im Kansai bestimmt. So wurden wiederholt dargestellt die Frauen aus Ohara, die blaugekleidete „Ohara-me“ (大原女), die Brennholz auf dem durch ein weißes Tuch geschützten Kopf nach Kyōto brachten.
Der Katalog, der zur Ausstellung erschien, hat einen Umfang von 207 Seiten. Er wird eingeleitet mit einem Vorwort des Direktors des Museums, Tadao Ogura　(小倉忠夫; * 1929). Nach Danksagungen folgt der Übersichtsartikel, verfasst von Takeo Uchiyama (内山 武夫; * 1940).

## Die ausgestellten Künstler
Mit der Anzahl der ausgestellten Werke:
- Takeuchi Seihō[1] (1864–1942) 4
- Tsuji Kakō (1871–1931) 3
- Yamamoto Shunkyo[1] (1871–1933) 2
- Uemura Shōen[1] (1875–1949) 3
- Nishimura Goun[1] (1877–1938) 2
- Konoshima Ōkoku[1] (1877–1938) 2
- Itō Shōha (1877–1968) 2
- Tomita Keisen[1] (1879–1936) 5
- Kikuchi Keigetsu (1879–1955) 4
- Nishiyama Suishō[1] (1879–1958) 3
- Kamisaka Shōtō (1882–1954) 3
- Hashimoto Kansetsu[1] (1883–1945) 4
- Ishizaki Kōyō[1] (1884–1947) 2
- Fudō Ritsuzan (1886–1975) 2
- Tsuchida Bakusen (1887–1936) 9
- Hata Teruo (1887–1945) 4
- Irie Hakō (1887–1948) 6
- Sakakibara Shihō (1887–1971) 5
- Murakami Kagaku (1888–1939) 6
- Nonagase Banka (1889–1964) 4
- Ono Chikkyō[1] (1889–1979) 5
- Moritani Nanjinshi[1] (1889–1981) 2
- Yamashita Maki (1890–1973) 1
- Suita Sōboku (1890–1983) 4
- Tonouchi Mishō[1] (1891–1964) 3
- Dōmoto Inshō[1] (1891–1975) 5
- Fusen Tetsu (1891–1976) 1
- Fukuda Heihachirō[1] (1892–1974) 4
- Kanashima Keika[1] (1892–1974) 4
- Matsumoto Ichiyō[1] (1893–1952) 4
- Tanikado Hisaharu (1893–1971) 2
- Miyake Kōhaku[1] (1893–1957) 1
- Okamoto Shinsō (1894–1933) 2
- Kainoshō Tadaoto (1894–1978) 3
- Maeda Tekison (1895–1947) 1
- Kaneda Kazuo (1895–1941) 3
- Itakura Seikō[1] (1895–1964) 2
- Sakakibara Shikō (1895–1969) 3
- Ikeda Yōson[1] (1895–1988) 4
- Kimura Shikō[1] (1895–1976) 3
- Itō Hakudai (1896–1932) 4
- Katsuda Tetsu[1] (1896–1980) 1
- Itō Sōhaku (1896–1945) 1
- Kayukawa Shinji (1896–1949) 2
- Tokuoka Shinsen[1] (1896–1972) 2
- Uda Tekison[1] (1896–1980) 3
- Kajiwara Hisako (1896–1988) 2
- Inagaki Chūsei (1897–1922) 4
- Tamaki Suekazu[1] (1897–1943) 1
- Horii Kōha[1] (1897–1990) 3
- Nakamura Daizaburō (1898–1947) 2
- Okamura Utarō (1899–1971) 2
- Yamaguchi Kayō[1] (1899–1984) 2
- Sugita Yūjirō (1900–1984) 1
- Tada Keiichi (多田 敬一; 1900–1981) 1
- Komatsu Hitoshi (1901–1989) 3
- Uemura Shōkō[1] (1902–2001) 1
- Tokuriki Tomikichirō (徳力 富吉郎; 1902–2000) 2

1. 1 2 3 4 5 6 7 8 9 10 11 12 13 14 15 16 17 18 19 20 21 22 23 24 25 26 27  Diese Maler waren auf der Ausstellung japanische Malerei 1931 in Berlin zu sehen.